# Merkantilis litográfia
A merkantilis litográfia vésetes munka, aminél nagy szerepe van a ceruzaformájú karcolótű használatának. A litográfus ilyenkor korommal dörzsöli be a kő felületét, és így vésetének vonalai fehéren emelkednek ki a fekete háttérből. Amikor ezzel elkészült, a követ letörli, és megnedvesíti a felszínét, majd a rajz mélyedéseit festékkel megtölti. Ezután a litográfiai munka további folyamatait végzi el.